# Bamban (Tarlac)
Bamban ist eine Großraumgemeinde in der Provinz Tarlac auf der Insel Luzon auf den Philippinen. Sie hat 69.466 Einwohner (Zensus 1. August 2015), die in 15 Barangays leben. Sie gehört zur 2. Einkommensklasse der Gemeinden auf den Philippinen. Sie grenzt im Süden an die Provinz Pampanga, im Osten an die Gemeinde Concepcion, im Norden an die Gemeinde Capas und im Westen an die Provinz Zambales. Sie liegt etwa 26 km südlich von Tarlac City und rund 93 km nordwestlich von der philippinischen Hauptstadt Manila und ist von dort über den Mc Arthur Highway zu erreichen.

## Barangays
| - Anupul - Banaba - Bangcu - Culubasa - Dela Cruz - La Paz - Lourdes - Malonzo - San Nicolas (Pob.) - San Pedro | - San Rafael - San Roque - San Vicente - Santo Niño - Virgen de los Remedios (Pacalcal) |